# Річія Бейріха
Річія Бейріха (Riccia beyrichiana) — вид печіночників родини річієвих (Ricciaceae).

## Поширення
Зареєстрований у Європі й Північній Америці.